# سومین جشنواره سینمایی سپاس
سومین دورهٔ جشنوارهٔ سینمایی سپاس در سال ۱۳۵۰ برگزار شد. در آستانه برگزاری سومین دوره جشنواره، تصمیم‌های تازه‌ای گرفته شد؛ اول این‌که کار قضاوت فیلم‌ها دو مرحله‌ای شد. یعنی تمام فیلم‌های سال ابتدا توسط یک کمیته انتخاب بازبینی و سپس فیلم‌های منتخب به هیئت داوری فستیوال معرفی می‌شد. کمیته اجرایی سپاس، افراد زیر را به عنوان اعضای کمیته انتخاب سومین جشنواره سپاس معرفی کرد: بهرام ری‌پور، پرویز نوری، تقی مختار، جمال امید.
این کمیته نوزده فیلم برتر سال ۱۳۴۹ را به هیئت داوری معرفی کرد ولی با توجه به محدودیت زمانی برگزاری جشنواره تنها نمایش یازده فیلم را برای اعضای هیئت داوری میسر بود. اهدای سه جایزه سپاس طلا و نقره و برنز به فیلم‌های برگزیده سال بود و سه جایزه سپاس طلا و نقره و برنز به فیلم‌های کوتاه اعم از ۳۵ میلی‌متری، ۱۶ میلی‌متری اختصاص یافت و به این ترتیب تعداد جوایز سپاس برای رشته‌های مختلف که در دوره اول فقط پنج جایزه بود و در دوره دوم ده جایزه شد، در سومین دوره به پانزده جایزه افزایش یافت.
مجمع متقدین ایرانی، سه دیپلم به بهترین فیلم، بهترین کارگردان، بهترین هنر پیشه اهدا کردند و  جایزه «یادبود سپنتا» به دو فیلم کوتاه تعلق گرفت.
مراسم افتتاحیه فستیوال و اهدای جوایز در چهارشنبه شب ۱۹ خرداد ۱۳۵۰ در نایت‌کلاب و سالن درایوین سینما ونک برگزار شد.

## هیئت داوران
هیئت داوران سومین دوره جشنواره سپاس عبارت بودند از: پری صابری، نورالدین آشتیانی، فرخ غفاری، فریدون رهنما، حسن حاج‌سیدجوادی، ابراهیم رشیدپور، هوشنگ طاهری و بهرام ری‌پور.

## فیلم‌های شرکت‌کننده[۱][۲]
در سومین جشنواره سینمایی سپاس ۱۱ فیلم داستانی و ۳۹ فیلم کوتاه شرکت داشته‌اند:

### فیلمهای داستانی شامل:
1. آقای هالو (داریوش مهرجویی)
2. اجل معلق (نصرالله وحدت)
3. پنجره (جلال مقدم)
4. حسن کچل (علی حاتمی)
5. رضا موتوری (مسعود کیمیایی)
6. رقاصه شهر (شاپور قریب)
7. شب اعدام (داوود ملاپور)
8. طلوع (سلیمان میناسیان و هراند میناسیان)
9. طوقی (علی حاتمی)
10. قصه شب یلدا (ساموئل خاچیکیان)
11. کوچه مردها (سعید مطلبی)

### ۳۹ فیلم کوتاه شامل:
{{فهرست ستونی|۲|
۲۴ فیلم کوتاه ۸ میلیمتری:
- پرسه در تهران، جسارت، فریاد، سینما سینما (بهنام جعفری)
- محکوم، آب نبات (علی مافی)
- ترافیک در تهران، شیرینکاری بدبیاری (فیروز گوهری)
- بچه (علی یگانه)
- اصفهان، رنگ نگاری، سرزمین من (همایون پاپور)
- کشمکش، گیل گمش، تخیلات یک قاتل (شهریار پارسی پور)
- تجربه یکم (هورمزد ناظم زاده)
- عروسکی (بهنام دیانی)
- کویر، انعکاس فضا در حجم (فرشاد فرهی - مهدی رئیس سمیعی)
- فردا تعطیل است (گروه جيل)
- بعد از مدرسه (شیبانی)
- معرفت ۹ برداشت ۱۷۱ (سهیل سوزنی)
- عاشورا (منصور جعفری)
- امامزاده (کیانوش عیاری) (شرکت به صورت آزاد)

۸ فیلم کوتاه ۱۶ میلیمتری:
- يك شب (روز) يك قوزى (ارسلان ساسانی[۳])
- گدا (جواد طاهری)
- مرگ یک قصه (نصیب نصیبی)
- چشمها (ابراهیم وحید زاده)
- الاکلنگ (حسین ترابی)
- يك شب ممتد (رضا علامه زاده)
- دام (صادق مقدس)
- بلور تار (هوشنگ آزادی‌ور)

۷ فیلم ۳۵ میلیمتری: (عمدتا تولید مرکز سینمایی کانون پرورش فکری کودکان و نوجوانان)
- عمو سیبیلو (بهرام بیضایی)
- بَد بَده (محمدرضا اصلانی)
- وزنه‌بردار، گرفتار (آراپیک باغداساریان) (انیمیشن)
- سوء تفاهم، آقای هیولا (فرشید مثقالی)
- نان و کوچه (عباس کیارستمی)

## فیلم‌های برگزیده
- آقای هالو (داریوش مهرجویی)
- حسن کچل (علی حاتمی)
- رقاصه شهر (شاپور قریب)
- طلوع (سلیمان میناسیان و هراند میناسیان)
- رضا موتوری (مسعود کیمیایی)

## برگزیدگان
برگزیدگان سومین دوره جشنواره سپاس به شرح زیر بودند:

### فیلمهای بلند سینمایی
- جایزهٔ اول بهترین فیلم (مجسمهٔ طلا): آقای هالو اثر داریوش مهرجویی
- جایزهٔ دوم بهترین فیلم (مجسمهٔ نقره): حسن کچل اثر علی حاتمی
- جایزهٔ سوم بهترین فیلم (مجسمهٔ برنز): رقاصه شهر اثر شاپور قریب
- بهترین کارگردانی: داریوش مهرجویی برای آقای هالو
- طلای سپاس هنرپیشه اول مرد: بطور مشترک به ناصر ملک‌مطیعی برای رقاصه شهر و بهروز وثوقی برای رضا موتوری
- بهترین بازیگر نقش دوم مرد: عزت‌الله انتظامی برای آقای هالو
- طلای سپاس هنرپیشه اول زن: فخری خوروش برای آقای هالو
- بهترین بازیگر نقش دوم زن: برنده نداشت
- بهترین فیلم‌نامه: آقای هالو نوشته علی نصیریان و داریوش مهرجویی
- بهترین موزیک فیلم: اسفندیار منفردزاده برای رضا موتوری
- بهترین فیلم‌برداری رنگی: سلیمان میناسیان برای طلوع
- بهترین فیلم‌برداری و عکاسی سیاه و سفید: نصرت‌الله کنی برای پنجره

### فیلمهای کوتاه
- مجسمه طلای سپاس برای بهترین فیلم هشت میلی‌متری: ترافیک در تهران اثر فیروز گوهری
- دیپلم افتخار به بهنام جعفری برای ۴ فیلم هشت میلیمتری که تهیه کرده بود.
- جایزهٔ اول بهترین فیلم ۱۶ و ۳۵ میلی‌متری:  الاکلنگ اثر حسین ترابی
- جایزهٔ دوم بهترین فیلم ۱۶ و ۳۵ میلی‌متری: گرفتار اثر آراپیک باغداساریان

### جایزهٔ منتقدین
- دیپلم بهترین فیلم: آقای هالو اثر داریوش مهرجویی
- دیپلم بهترین کارگردان: داریوش مهرجویی برای آقای هالو
- دیپلم بهترین هنرپیشه مرد: بهروز وثوقی برای رضا موتوری